# Альпензія (центр санних видів спорту)
37°39′13″ пн. ш. 128°40′53″ сх. д. / 37.6537139° пн. ш. 128.681389° сх. д.

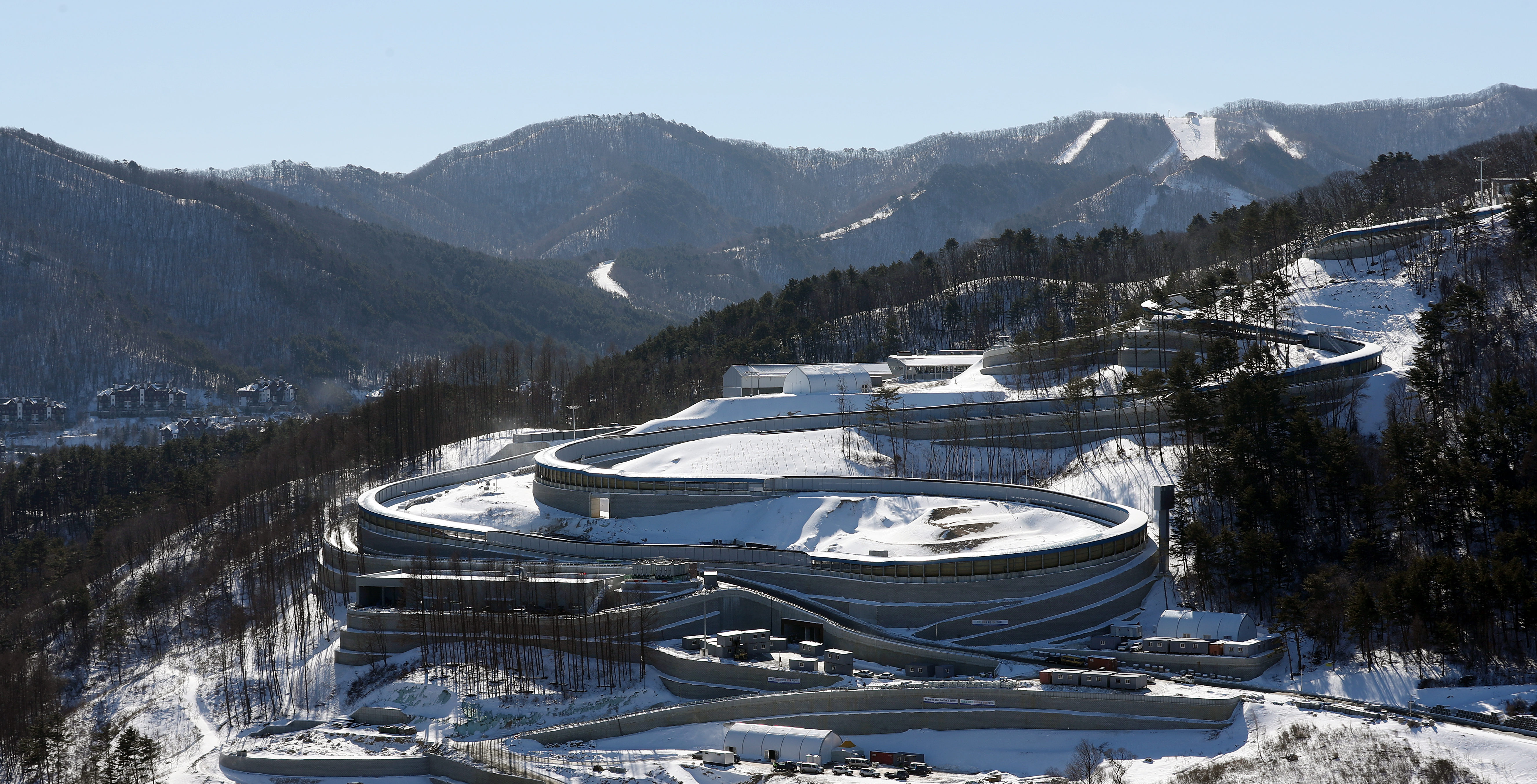
Центр санних видів спорту «Альпензія»

Центр санних видів спорту «Альпензія» — це комплекс бобслейних, санних та скелетонних трас в курорті Альпензія поблизу південнокорейського селища Деквалмьйон (Канвон) в повіті Пхьончхан. Є однією з локацій зимових Олімпійських ігор 2018.
Місткість комплексу складає 7000 місць, серед яких 1000 — сидячі.